# Teutonic thrash metal
Teutonic thrash metal este o scenă regională a muzicii thrash metal, apărută în anii 1980 în Germania. Alături de Bay Area thrash metal, East Coast thrash metal, și thrash metal brazilian, a fost una dintre cele mai importante scene de thrash metal din anii 1980.